# 三鷹の森ジブリ美術館
三鷹の森ジブリ美術館（みたかのもりジブリびじゅつかん）は、東京都三鷹市の井の頭恩賜公園西園内にある、三鷹市立のアニメーション美術館。正式名称は三鷹市立アニメーション美術館。指定管理者は公益財団法人徳間記念アニメーション文化財団。
スタジオジブリ（以下「ジブリ」）に深く関わる宮崎駿が発案し、2001年に開館した。名称のとおりジブリ関連の展示品を多数収蔵・公開している。建物自体も宮崎駿による断面スケッチを元にデザインされた。設計者は日本設計。美術館の運営および館内で上映する短編映画もジブリが制作しているほか、歴代館長もジブリ関係者が多く就任している。
また2007年からは、三鷹の森ジブリ美術館ライブラリーとして、世界のアニメーション映画の配給やテレビ放送も行っている。

## 施設概略
施設屋上と屋外を除き、館内の写真撮影は原則として禁止されている（開館間もない2001年12月までは可能だったが、翌2002年から禁止された）。また、2005年10月1日から敷地内禁煙になった。
館内には、ディズニー作品のトイ・ストーリー、ファインディング・ニモ、フォー・ザ・バーズのキャラクターがある形で隠れている。また、ジョン・ラセターを初めとした関係者と思しき者の絵付きサインも館内にある。2012年には美術館の映像を収録したDVD『宮崎駿とジブリ美術館』が発売されている。

### 館主・館長
2001年の開館時から宮崎駿が館主を務めた。2021年2月、新型コロナウイルス禍に対応するため、前館長でスタジオジブリ代表取締役社長を務めていた中島清文が専従の総責任者として第2代館主に就任。宮崎は名誉館主となった。
初代館長は宮崎吾朗。2005年6月24日、中島清文が2代目館長に就任。2017年11月28日、中島がスタジオジブリ代表取締役社長に就任したことに伴い、安西香月が第3代館長となった。

### 経営危機
2021年6月に経営危機が報じられた。新型コロナウイルス感染症の世界的流行の影響で長期の休館が続いた影響から、19年度の来場者数は58万人（入場料収入6億5000万円）であったことに対して20年度〜21年2月までの11ヶ月間では来場者数が6万6000人（入場料収入1億5000万円）にまで激減。大規模修繕用の積立金を取り崩して維持管理費に充てているが、三鷹市はさらに市民からや、ふるさと納税の仕組みを活用した寄付を募る計画を固めた。
2021年10月27日、ジブリ美術館と運営元である徳間記念アニメーション文化財団は、スペインのブランドであるロエベの文化財団と財政支援のスポンサーシップを締結したと発表した。

## 展示内容
- 企画展示室：特定の作品や作家、製作スタジオに焦点を当てた企画展示を行う。
- 常設展示室：アニメーションの原理、原始的なアニメなどの展示、製作スタジオの風景再現、歴代ジブリ作品の絵コンテなどの資料が見られる。
- 『となりのトトロ』のネコバスルーム：子供が中に入って遊べるようになっている。
- 屋上のロボット兵（『天空の城ラピュタ』）
- ラピュタ中枢部の石：ラピュタ語の文字が刻まれている。
- 図書閲覧室「トライホークス」：児童文学書（角野栄子『魔女の宅急便』など）やジブリ関係の書籍などを常備し、購入も出来る。
- 映像展示室「土星座」：美術館用のアニメ作品や企画展示関係の作品が上映されている。
- エントランスホール：天井一面がジブリキャラの点在するフレスコ壁画になっている
- トトロのニセ受付
- カフェ「麦わらぼうし」：オリジナルメニューを出している。
- 売店「マンマユート」

## 入場方法
日本の美術館では珍しい完全予約制・定員制の入館方法を採用している。入館するためにはローソンのLoppiにて予め日時指定のチケット（入場引換券）を購入する必要がある。ミニストップの端末「MINISTOP Loppi」では取り扱っていないため注意が必要。ローチケ・電話による予約申込も可能である。
定員に達するか入場時間になった時点で当日分の販売は打ち切られる。現在、ジブリ美術館でチケット（入場引換券）の直売は行われていないが、美術館前にも「ローソン三鷹の森店」があり、当日でも購入可能な場合がある。なお定員には、三鷹市在住者と市内への通勤・通学者向けに配慮された恒常的な枠がある。
転売防止のため、購入者の名前が券面に印字される記名式のチケットとなっている。美術館入口にてチケット購入者の本人確認を行う場合があり、身分証明書（運転免許証、各種保険証、学生証、パスポート、マイナンバーカードのいずれか）を持参する必要がある。美術館入場時にチケット1枚につきフィルム付きっぷ（入場券）1枚と交換。一人が複数枚のチケットを持っていてもフィルム付きっぷと交換はしない。

### 入場料・入場時間
- 大人・大学生 - 1,000円
- 高校・中学生 - 700円
- 小学生 - 400円
- 幼児（4歳以上） - 100円
- 4歳未満 - 無料

入場時間は1日4回で、10・12・14・16時。入れ替え制ではない。入場は指定時間から30分後まで。
カフェ「麦わらぼうし」は11時00分開店、18時00分ラストオーダー。

### アクセス
- 三鷹駅南口より徒歩15分（玉川上水沿いに看板あり）。
- 三鷹駅南口より、三鷹市コミュニティバス「みたかシティバス」三鷹の森ジブリ美術館ルート・明星学園ルート乗車5分、「三鷹の森ジブリ美術館」停留所下車[10]。

三鷹駅南口（小田急バス案内所・9番のりば発券機など）で、みたかシティバス専用の「三鷹の森ジブリ美術館往復割引乗車券」を販売している。

## 美術館用の短編アニメ作品
これらの映画は原則として当施設内の映像展示室「土星座」でのみ上映されてきているが、2022年11月にジブリパークの「ジブリの大倉庫」エリアが開業すると、同エリア内にある「映像展示室オリヲン座」でも上映されるようになった。
| 作品名           | 公開年 |
| ---------------- | ------ |
| くじらとり       | 2001年 |
| コロの大さんぽ   | 2002年 |
| めいとこねこバス | 2002年 |
| 水グモもんもん   | 2006年 |
| 星をかった日     | 2006年 |
| やどさがし       | 2006年 |
| ちゅうずもう     | 2010年 |
| パン種とタマゴ姫 | 2010年 |
| たからさがし     | 2011年 |
| 毛虫のボロ       | 2018年 |

## 歴代の企画展
- 2001年10月 - 2002年9月『千と千尋の神隠し展』
- 2002年10月 - 2004年5月『天空の城ラピュタと空想科学の機械達展』
- 2003年11月 - 2004年5月『ユーリー・ノルシュテイン展』
- 2004年5月 - 2005年5月『ピクサー展』
- 2005年5月 - 2006年5月『アルプスの少女ハイジ展』
- 2006年5月 - 2007年5月『アードマン展』
- 2007年5月 - 2008年5月『3びきのこぐま展』
- 2008年5月 - 2009年5月『小さなルーヴル美術館展』
- 2009年5月 - 2010年5月『崖の上のポニョ展』
- 2010年5月 - 2011年6月『ジブリの森のえいが展』
- 2011年6月 - 2012年5月『ねこバスから見た風景展』
- 2012年6月 - 2013年5月『挿絵が僕らにくれたもの展』
- 2013年6月 - 2014年5月『ジブリの森のレンズ展』
- 2014年5月 - 2015年5月『クルミわり人形とネズミの王さま展』
- 2015年5月 - 2016年5月『幽霊塔へようこそ展』
- 2016年7月 - 2017年5月『猫バスにのって ジブリの森へ』
- 2017年5月 - 2018年11月『食べるを描く。』
- 2018年11月 - 2019年11月『映画を塗る仕事』展
- 2019年11月 - 2021年5月『手描き、ひらめき、おもいつき』展 ～ジブリの森のスケッチブックから～[12]
- 2021年6月 - 2022年5月『アーヤと魔女展』
- 2022年5月 - 2023年5月『未来少年コナン』展 －漫画映画の魅力にせまる！－

## 三鷹の森ジブリ美術館ライブラリー

### 映画
- 春のめざめ（英語版）（2007年）
- アズールとアスマール（英語版）（2007年）
- 雪の女王 新訳版（2007年）
- パンダコパンダ（2008年）
- チェブラーシカ 全四話完全版（2008年）
- 動物農場（2008年）
- ルパン三世1st.TVシリーズ（2009年）
- ウォレスとグルミット ベーカリー街の悪夢（2009年）
- バッタ君町に行く（2009年）
- 赤毛のアン グリーンゲーブルズへの道（2010年）
- イリュージョニスト（2010年）
- フレデリック・バックの映画 短編四作（2011年）
- 夜のとばりの物語（英語版）（2012年）
- 夜のとばりの物語 ―醒めない夢―（2013年）
- しわ（2013年）

### テレビ
- ひつじのショーン（2010年 - 2011年、NHK教育）

## 関連出版
- スタジオジブリ企画・編『ジブリ美術館ものがたり』Discover 21、2020年
- スタジオジブリ編『宮崎駿とジブリ美術館』岩波書店、2021年。分冊の大型本